# Teupin Pukat
Teupin Pukat is een bestuurslaag in het regentschap Aceh Timur van de provincie Atjeh, Indonesië. Teupin Pukat telt 968 inwoners (volkstelling 2010).